# 伊藤霊一
伊藤 霊一（いとう りょういち、1970年9月14日 - ）は日本のフィギュア原型師、漫画家。

## 人物・来歴
子供の頃からプラモデル製作が趣味で主にガンダムなどのロボットアニメのプラモデルを好んでいた。
高校卒業後に上京。アニメーション専門学校を卒業後に下積みを経て漫画家として活動していたが、仕事に行き詰まり原型製作の仕事に転向する。
1995年に『月刊モデルグラフィックス』誌上において、1/100ウイングガンダムでプロモデラーとしてデビュー。プロモデラーとしての活動を開始した。その後、1997年からフリーのフィギュア原型師となる。
コトブキヤ、グッドスマイルカンパニー、バンダイ、エポック社などで、フィギュアやプラモデル用原型を多数製作している。

## 作品リスト

### 漫画
- 『究極戦隊ダダンダーン』、新声社〈ゲーメストコミックス〉、1994年 - 1995年、全2巻

### 書籍
- 『Let's TRYビギナーズ!!! : ガンプラ系How To講座』（2012年5月1日、大日本絵画）ISBN 978-4499230803
- 『Let's TRYビギナーズ!!! : ガンプラ系How To講座 2』（2022年11月1日、大日本絵画）ISBN 978-4499233613

### フィギュア原型
- メーカーのうち、グッドスマイルカンパニーについては「GSC」と略記。

| 作品名                                          | 全高                 | メーカー             | 発売       | 原作                          | 注記                                                     |
| ----------------------------------------------- | -------------------- | -------------------- | ---------- | ----------------------------- | -------------------------------------------------------- |
| エムエム                                        | 約175mm              | マックスファクトリー | 2008年6月  | 『ケメコデラックス!』         | マックスファクトリーとの共同制作                         |
| ねんどろいど ドロッセル                         | 約100mm              | GSC                  | 2009年12月 | 『ファイアボール』            | 制作協力：ねんどろん 可動フィギュア                      |
| ねんどろいど ぷち Angel Beats! セット01         | 約65mm               | GSC                  | 2010年10月 | 『Angel Beats!』              | 制作協力：ねんどろん 鵜殿一佳との共同制作 可動フィギュア |
| ねんどろいど ぷち Angel Beats! セット02         | 約65mm               | GSC                  | 2010年11月 | 『Angel Beats!』              | 制作協力：ねんどろん 鵜殿一佳との共同制作 可動フィギュア |
| ねんどろいど リヴァイ                           | 約100mm              | GSC                  | 2014年6月  | 『進撃の巨人』                | 制作協力：ねんどろん 可動フィギュア                      |
| アクションフィギュア 小岩井よつば               | 約135mm              | コトブキヤ           | 2014年11月 | 『よつばと!』                 | 糸山雄大との共同制作 可動フィギュア                      |
| ねんどろいど 伊401                              | 約100mm              | GSC                  | 2015年2月  | 『艦隊これくしょん -艦これ-』 | 制作協力：ねんどろん 可動フィギュア                      |
| KOS-MOS Ver.4 ［Extra coating edition］         | 約135mm              | コトブキヤ           | 2019年10月 | 『ゼノサーガIII』             | 糸山雄大との共同制作 プラモデル                          |
| ケモノ×バニーガール マリー・ゴールド            | 約280mm （台座含む） | Sakura-Gear          | 2023年5月  | きしべ『描き下ろしイラスト』  | 制作協力：エムアイシー                                   |
| ねんどろいど エレン・イェーガー 調査兵団 Ver.   | 約100mm              | GSC                  | 2023年6月  | 『進撃の巨人』                | 制作協力：ねんどろん 可動フィギュア                      |
| ねんどろいど ミカサ・アッカーマン 調査兵団 Ver. | 約100mm              | GSC                  | 2023年6月  | 『進撃の巨人』                | 制作協力：ねんどろん 可動フィギュア                      |
| ねんどろいど アルミン・アルレルト 調査兵団 Ver. | 約100mm              | GSC                  | 2023年6月  | 『進撃の巨人』                | 制作協力：ねんどろん 可動フィギュア                      |